# La verbena de la Paloma (película de 1963)
La verbena de la Paloma es una película musical española dirigida por José Luis Sáenz de Heredia, tercera adaptación de la obra de Ricardo de la Vega, primera en color. El cartel fue realizado por Francisco Fernández Zarza.
La obra es un retrato de la vida madrileña de finales del siglo XIX, con personas costumbristas y una pegadiza música.

## Sinopsis
La vida transcurre en un castizo barrio de Madrid en los años 60, y una voz en off les pide a unos vecinos que se vistan para contar una historia que parece nunca pasar de moda.
Se ve el mismo barrio a finales del siglo XIX. 
Dos hermosas muchachas, Susana y Casta, trabajadoras de un comercio de la zona, aceptan los galanteos de un maduro boticario, don Hilarión. Este afecto no gusta al joven Julián, que está enamorado de Susana. Susana está harta de los celos de Julián y decide ir con su tía y con Casta a la verbena de la Paloma acompañadas de su viejo admirador don Hilarión. Este,con sus aires de galán maduro, coquetea con las dos jóvenes chulapas, Susana y Casta.
Julián, con la intención de vengarse, provoca un escándalo en la verbena. Rita, la tía de Julián, intenta calmarlo. En medio de la confusión, Don Hilarión se refugia en un comercio para huir de Julián. Este, confundido, agrede a una pareja que cree que es Don Hilarión y Susana, pero pronto se da cuenta de su error. La llegada de la policía y la intervención de Don Sebastián, quien defiende a Julián, calman los ánimos. 
Finalmente, Susana y Julián se reconcilian, y la verbena continúa con bailes y alegría. La obra culmina con la reconciliación de los jóvenes enamorados y la celebración de la verbena en paz y armonía, mostrando la vida popular madrileña y sus tradiciones. 